# Georgien i olympiska sommarspelen 2016
Georgien deltog med 40 deltagare vid de olympiska sommarspelen 2016 i Rio de Janeiro. Totalt vann de två guldmedaljer, en silvermedalj och fyra bronsmedaljer.

## Medaljer
| Medalj | Namn                     | Sport         | Gren                                  |
| ------ | ------------------------ | ------------- | ------------------------------------- |
| Guld   | Lasha Talakhadze         | Tyngdlyftning | Herrarnas +105 kg                     |
| Guld   | Vladimer Chintjegasjvili | Brottning     | Herrarnas fristil 57 kg               |
| Silver | Varlam Liparteliani      | Judo          | Herrarnas 90 kg                       |
| Brons  | Lasja Sjavdatuasjvili    | Judo          | Herrarnas 73 kg                       |
| Brons  | Shmagi Bolkvadze         | Brottning     | Herrarnas grekisk-romersk stil, 66 kg |
| Brons  | Irakli Turmanidze        | Tyngdlyftning | Herrarnas +105 kg                     |
| Brons  | Geno Petriashvili        | Brottning     | Herrarnas fristil 125 kg              |